# 700 Auravictrix
Auravictrix è un asteroide della fascia principale del diametro medio di circa 15,44 km. Scoperto nel 1910, presenta un'orbita caratterizzata da un semiasse maggiore pari a 2,2294660 UA e da un'eccentricità di 0,1044042, inclinata di 6,78749° rispetto all'eclittica.
Stanti i suoi parametri orbitali, è considerato un membro della famiglia Flora di asteroidi.
Il suo nome è un composto latino che significa "Vittoria sui venti". Fu chiamato così in omaggio al dirigibile Schütte-Lanz Zeppelin No. 1.